# Dinesh Nandan Sahay
Dinesh Nandan Sahay (ur. 2 lutego 1936 w Madhepurze, zm. 28 stycznia 2018 w Patnie) – indyjski polityk
Przed rozpoczęciem kariery politycznej pracował jako nauczyciel i policjant. Był pierwszym gubernatorem stanu Chhattisgarh [2000–2003). Od 2003 do 2009 pełnił funkcję gubernatora Tripury.